# 伊丽莎白·古兹加努-图凡
伊丽莎白·古兹加努-图凡（羅馬尼亞語：Elisabeta Guzganu-Tufan，1964年8月8日—），罗马尼亚女子击剑运动员。她曾代表罗马尼亚参加1984年、1988年和1992年夏季奥林匹克运动会击剑比赛，获得一枚银牌和一枚铜牌。